# Chronik der Stadt Osnabrück/1826–1850
Diese Liste ist eine Teilliste der Chronik der Stadt Osnabrück. Sie listet datierte Ereignisse von 1826 bis 1850 in Osnabrück auf.

## 1831
- 20. Oktober: Dr. med. Hermann Vezin wird zum Ehrenbürger der Stadt Osnabrück ernannt.
- 20. Oktober: Oberstleutnant Hans-Ferdinand von Schmid wird zum Ehrenbürger der Stadt Osnabrück ernannt.

## 1835
- Umstellung der Straßenbeleuchtung in Osnabrück von Tran auf Petroleum.[1]
- 30. Mai: Herbord Sigismund Ludwig von Bar wird zum Ehrenbürger der Stadt Osnabrück ernannt.

## 1838
- Das 11. Linienbataillion der Hannoverschen Armee aus Lingen wird mit dem 8. Liniebataillion aus Osnabrück  zum 6. Infantrieregiment vereinigt und nach Osnabrück verlegt.[2][3]

## 1840
- An der Alten Münze wird mit der Kleinkinderbewahranstalt der erste Kindergarten der Stadt eröffnet. Aus diesem entwickelte sich der heutige Kindergarten vom St. Marien an der Turnerstraße.[4]

## 1842
- 12. August: Amtsassessor Heinrich Wyneken wird zum Ehrenbürger der Stadt Osnabrück ernannt.

## 1843
- Das sogenannte Festungsgebot wird aufgehoben, das es zuvor verboten hatte, außerhalb der Osnabrücker Stadtbefestigung Gebäude zu errichten. Im Zuge des Bevölkerungswachstums und der Industrialisierung führte dies in den kommenden Jahrzehnten zu einer starken räumlichen Ausdehnung der Stadt in alle Richtungen.[5]

## 1849
- 28. Oktober: In Osnabrück wird ein Ortsgruppe der Allgemeinen Deutschen Arbeiterverbrüderung gegründet, er gilt als Vorläufer der SPD in der Stadt.[6]